# Way Ngisom
Way Ngisom is een bestuurslaag in het regentschap Pringsewu van de provincie Lampung, Indonesië. Way Ngisom telt 2491 inwoners (volkstelling 2010).